# Olympische groet

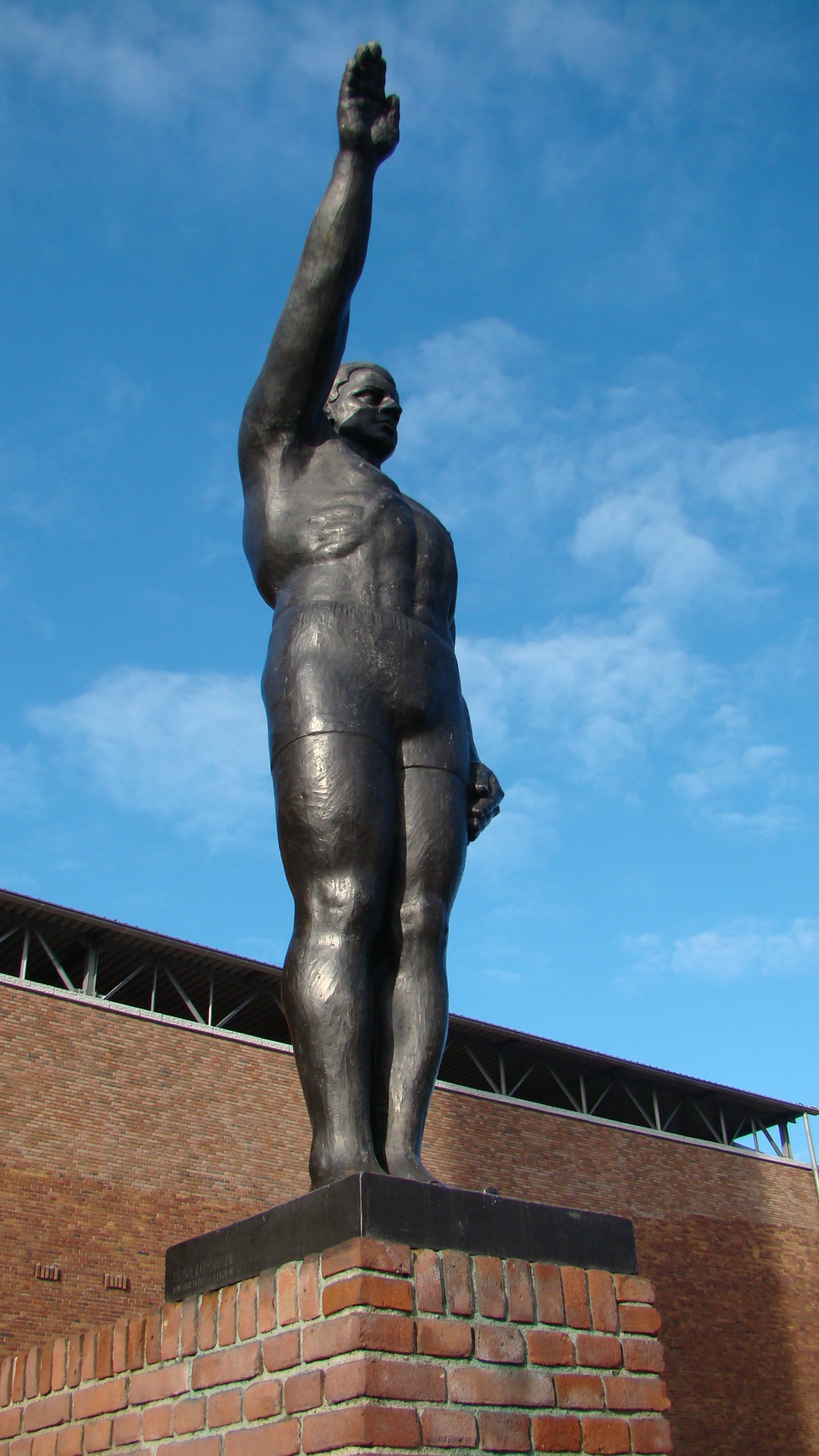
Gra Rueb De olympische groet 1928

De Olympische groet is een bij de moderne Olympische Spelen door de atleten gebrachte groet met opgeheven rechterarm. De arm gaat bij deze groet helemaal omhoog. 
De Nederlandse beeldhouwster Gra Rueb maakte voor de Olympische Spelen 1928 in Amsterdam het Van Tuyll-monument -ter nagedachtenis aan Frits van Tuyll van Serooskerken, oprichter van het Nederlands Olympisch Comité- waarin deze groet tot uitdrukking wordt gebracht. Het beeld werd geplaatst bij het Olympisch Stadion, naast de Marathontoren.
De groet heeft sterke gelijkenis met de Hitlergroet, waarbij de arm vrijwel horizontaal wordt uitgestrekt. Tijdens de opening van de Olympische Winterspelen in 1936 in Garmisch-Partenkirchen brachten de Britse deelnemers expres de Olympische groet en niet de Duitse groet of Hitlergroet. De omroeper in het stadion riep desondanks om dat de Britten de Duitse dictator Adolf Hitler een nazigroet hadden gebracht. 
De groet werd na de Tweede Wereldoorlog niet meer gebruikt in verband met de Hitlerconnotatie. 
Het beeld in Amsterdam werd mede door die vergelijking omstreden. Daarom werd het voorzien van een toelichting. Er blijkt geen grond voor de bewering dat de Olympische groet of de fascistische groet navolgingen zijn van daadwerkelijk door de oude Romeinen gebruikte formele begroetingen. De Romeinse groet met de geheven rechterarm, zoals bijvoorbeeld te zien in het schilderij 'De eed van de Horatii', werd in 18e eeuw al in toneelvoorstellingen gebruikt. De Romeinse groet werd begin 20e eeuw door Benito Mussolini sterk gepopulariseerd. Omdat de Olympische groet toch te herleiden is op een fascistische traditie besloot de stadiondirectie in 2020 het bewuste beeld te verplaatsen. Het Cuypersgenootschap vocht die beslissing echter aan bij de rechter. Deze oordeelde in 2022 dat de voorgestelde verplaatsing naar het trappenhuis van het stadion rechtmatig is.